# 넷스케이프 내비게이터 9
넷스케이프 내비게이터 9(Netscape Navigator 9)는 2007년 1월 23일에 처음 발표된 상위 AOL의 넷스케이프 커뮤니케이션스 부서에서 개발된, 단종된 웹 브라우저이다. 넷스케이프 브라우저 제품군의 9번째 주요 릴리스였다. 2004년 AOL이 넷스케이프 브라우저 8 개발을 머큐리얼 커뮤니케이션스(Mercurial Communications)에 아웃소싱한 후 넷스케이프 내비게이터 9는 넷스케이프 7 제품군 이후 자체적으로 생산된 최초의 넷스케이프 브라우저가 되었다. 또한 1990년대 버전 1.0과 4.08 사이의 넷스케이프 전성기에 사용되었던 클래식 내비게이터 이름이 다시 돌아왔다. 넷스케이프 내비게이터 9는 모질라 파이어폭스 2.0을 기반으로 한다.
프로그램의 첫 번째 베타는 2007년 6월 5일에 출시되었으며 베타 2는 7월 12일, 베타 3은 8월 16일에 출시되었다. 릴리스 후보 이후 최종 릴리스는 2007년 10월 15일에 출시되었다.
2007년 12월 28일, 넷스케이프 개발자들은 AOL이 2008년 2월 1일에 웹 브라우저를 중단할 것이라고 발표했다. 2008년 1월 28일 넷스케이프는 이 날짜를 2008년 3월 1일로 개정하고 플로크 및 모질라 파이어폭스로의 마이그레이션 지원을 제공했다. 넷스케이프 시리즈의 마지막 웹 브라우저였다.

## 출시 역사
| 버전    | 출시일           | 모질라 파이어폭스 버전 기준 |
| ------- | ---------------- | --------------------------- |
| 9.0b1   | 2007년 6월 5일   | 2.0.0.4                     |
| 9.0b2   | 2007년 7월 12일  | 2.0.0.4                     |
| 9.0b3   | 2007년 8월 16일  | 2.0.0.6                     |
| 9.0rc1  | 2007년 10월 1일  | 2.0.0.7                     |
| 9.0     | 2007년 10월 15일 | 2.0.0.7                     |
| 9.0.0.1 | 2007년 10월 22일 | 2.0.0.8                     |
| 9.0.0.2 | 2007년 11월 1일  | 2.0.0.8                     |
| 9.0.0.3 | 2007년 11월 2일  | 2.0.0.9                     |
| 9.0.0.4 | 2007년 11월 27일 | 2.0.0.10                    |
| 9.0.0.5 | 2007년 12월 10일 | 2.0.0.11                    |
| 9.0.0.6 | 2008년 2월 20일  | 2.0.0.12                    |